# Strawberry Swing
«Strawberry Swing» — песня британской рок-группы Coldplay. 14 сентября 2009 года она была выпущена в качестве четвёртого и последнего сингла с четвёртого студийного альбома группы Viva la Vida or Death and All His Friends (2008). Песня была написана участниками группы и спродюсирована Маркусом Дравсом, Брайаном Ино, Джоном Хопкинсом и Риком Симпсоном. Трек получил в основном положительные отзывы от музыкальных критиков, которые высоко оценили заразительную мелодию, вокальное исполнение Криса Мартина и западноафриканское влияние на аранжировку и продюсирование трека.
«Strawberry Swing» достиг 158 позиции в UK Singles Chart и 5 позиции как в польском чарте синглов, так и в голландском чарте Tipparade. На песню был снят клип с остановкой движения, снятый Шинолой, который был номинирован на премию MTV Video Music Awards 2010 в категории «Прорывное видео». Coldplay исполнили песню во время своего тура Viva la Vida в 2008 году, а концертная версия песни появилась на концертном альбоме Coldplay, LeftRightLeftRightLeft (2009).
Песня была исполнена на церемонии закрытия летних Паралимпийских игр 2012 года с британской Paraorchestra. R&B-певец и автор песен Фрэнк Оушен выпустил кавер-версию песни на своём микстейпе 2011 года Nostalgia, Ultra, получившем положительные отзывы критиков, а позже исполнил её во время своего выступления на музыкальном фестивале Coachella в 2012 году и в туре Channel Orange 2012.

## Информация о песне
Viva la Vida была в основном спродюсирована английским звукозаписывающим продюсером Брайаном Ино. Трек был выпущен в качестве пятого официального сингла с альбома Viva la Vida 14 сентября 2009 года. Позже песня вошла в международный саундтрек к бразильской мыльной опере «Современные темпы» в 2009 году.
Результаты исследования Британской академии звуковой терапии показывают, что «Strawberry Swing» — одна из самых психологически расслабляющих песен, когда-либо записанных. Она заняла 5-е место среди опрошенных песен, уступив «Weightless» Marconi Union.

## Клип
Музыкальное видео на песню «Strawberry Swing» было снято Шайнолой, премьера которого состоялась на 4Music и Channel 4 29 июля 2009 года. На видео, которое анимировано с помощью stop motion, изображен Крис Мартин, лежащий на земле на фоне анимированных рисунков мелом, которые рассказывают сюрреалистическую историю с ним в качестве главного героя. История начинается с того, что Мартин просыпается в своем доме. Как только он видит, что гигантская белка держит в заложниках женщину, он превращается в супергероя и пытается спасти её. По пути Мартин сталкивается с нападениями белки и гигантской рыбы в океане. Когда Мартин наконец добирается до дома белки, он спасает леди, рисуя бомбу в форме ореха, которая взрывает белку разноцветным взрывом. Затем они вдвоем улетают в космос и начинают целоваться. В конце песни анимация прекращается, и Мартин на реальной скорости встает с мелового пола и уходит. Видео было номинировано в категории «Лучшая анимация в видео» на британской премии Music Video Awards 2009. В августе 2010 года видео было номинировано на премию MTV Video Music Awards 2010 за «Прорывное видео».
В сентябре 2009 года оригинальность видеоклипа режиссера Шайнолы была поставлена под сомнение певцом и автором песен Энди Джей Галлахером; он утверждал, что «Оуэну Тревору пришла в голову практически та же идея по крайней мере за год до этого». В официальном PDF заявлении Шайнолы говорилось: «Никогда раньше не видев видеоклипа мистера Тревора, мы можем категорически отрицать, что его видео оказало какое-либо влияние на наше видео. Любое сходство является чисто случайным». PDF-файл также содержал пошаговые опровержения утверждений Галлахера и добавлял, что видео было в основном вдохновлено «сказочной странностью» рисунков аниматора Уинсора Маккея………….

### Живые выступления
Coldplay исполняли песню в 2008—2010 годах в рамках своего тура Viva la Vida. Исполнение песни было включено в концертный альбом LeftRightLeftRightLeft, выпущенный Coldplay в 2009 году. Песня также была исполнена во время их выступления на церемонии закрытия летних Паралимпийских игр 2012 года с участием британской Paraorchestra. Группа также исполнила эту песню по просьбе зрителей в их туре «A Head Full of Dreams» и мировом турне «Music of the Spheres», на концертах 11 июня 2016 года и 25 марта 2023 года, соответственно.

## Плейлист
| №  | Название           | Длительность |
| -- | ------------------ | ------------ |
| 1. | «Strawberry Swing» | 4:09         |

| №  | Название                           | Длительность |
| -- | ---------------------------------- | ------------ |
| 1. | «Strawberry Swing» (Radio Edit)    | 4:09         |
| 2. | «Strawberry Swing» (Album version) | 4:11         |
| 3. | «Strawberry Swing» (Instrumental)  | 4:11         |

## Чарты
| Чарт (2010)                         | Позиция |
| ----------------------------------- | ------- |
| Исландия (RÚV)                      | 2       |
| Нидерланды (Dutch Top 40 Tipparade) | 5       |
| UK Singles Chart                    | 158     |

## Участники записи
- Крис Мартин — вокал, акустическая гитара, пианино, клавишные
- Гай Берримен — бас, синтезаторы
- Джонни Баклэнд — электрогитара
- Уилл Чемпион — барабаны, перкуссия, бэк-вокал

### Дополнительные участники
- Брайан Ино — звуковые пейзажи
- Давиде Росси — струнные
- Майк Кецнер — ситар